# Mabopane
Mabopane ist ein Township und Stadtteil der City of Tshwane Metropolitan Municipality in der südafrikanischen Provinz Gauteng. Zeitweise gehörte er zum Homeland Bophuthatswana.

## Geographie
Mabopane liegt etwa 30 Kilometer nordwestlich von Pretoria. 2011 lebten dort 110.972 Einwohner. Der Stadtteil ist zum größten Teil in Units aufgeteilt. Mabopane liegt unmittelbar an der Grenze zur Provinz Nordwest. Nahe dem Stadtteil liegt der Tswaing-Krater.

## Geschichte
1959 wurde das spätere Siedlungsgebiet als Wohngebiet für Schwarze ausgewiesen. Die ersten Bewohner des Townships nach der Gründung 1972 waren Vertriebene, etwa aus Lady Selborne.
1977 bis 1994 gehörte der größere Teil von Mabopane zum formal unabhängigen Homeland Bophuthatswana. Dort lebten Batswana, während für die anderen Ethnien des Stadtteils der Osten Mabopanes als Soshanguve abgetrennt wurde, das heute Mabopane an Einwohnerzahl übertrifft. 2011 gaben knapp 60 Prozent der Bewohner Setswana als Muttersprache an.

## Verkehr und weitere Infrastruktur
Mabopane ist über mehrere innerstädtische Straßen angebunden, darunter den Motorway M21.
Der Bahnhof Mabopane liegt am Ende einer Stichstrecke und wird von Zügen der Metrorail Gauteng im Nahverkehr bedient.
Das Odi Stadium ist ein Mehrzweckstadion mit rund 60.000 Plätzen. Dort fanden mehrere Länderspiele der südafrikanischen Fußballnationalmannschaft statt. Seit 2008 wird es nicht mehr für Fußball-Ligaspiele genutzt.

## Persönlichkeiten
- Frances Baard (1901 oder 1909–1997), Anti-Apartheid-Kämpferin, lebte zuletzt in Mabopane
- Dolly Rathebe (1928–2004), Sängerin, lebte lange in Mabopane
- Ofentse Pitse (* 1992), Dirigentin und Architektin